# Pharodoris
Pharodoris is een geslacht van weekdieren uit de klasse van de Gastropoda (slakken).

## Soorten
- Pharodoris diaphora Valdés, 2001
- Pharodoris philippinensis Valdés, 2001